# Juan Ureña
Juan Antonio González Ureña (Montilla, provincia de Córdoba, 7 de diciembre de 1967) es un exfutbolista español, que militó más doce temporadas en el Real Betis Balompié. Jugaba de defensa. Después de su retirada como jugador, entrenó en las categorías inferiores del Real Betis y fue segundo entrenador en el Cádiz CF

## Historia
Juan Antonio González Ureña, conocido deportivamente como "Ureña", se formó en las categorías inferiores del Montilla C. F.. En edad juvenil el Real Betis Balompié se fijó en el talentoso joven y lo reclutó para sus filas. Desarrolló toda su carrera deportiva en el club bético, debutando en 1.ª División en el año 1986 saliendo del banquillo en dos ocasiones y disputando 80 minutos de juego.
En la temporada siguiente 87/88 a la edad de 20 años fue incluido en la primera plantilla jugando como titular en la única ocasión de esta temporada, 90 minutos le avalaron esta temporada para que en la 89/90 ya con el Real Betis Balompié en 2.ª División fuera uno de los fijos para el entrenador de aquel entonces Juan Corbacho, jugando 29 partidos unos 2569 minutos vio 4 tarjetas amarillas, estos números significaron la consolidación del jugador en la primera plantilla y el ascenso del Real Betis Balompié a 1.ª División.

## Trayectoria
- 1980-1986 Montilla C. F.
- 1986-00 Real Betis Balompié